# Maurice Estève
Maurice Estève, född den 2 maj 1904 i Culan, Frankrike, död den 29 juni 2001 i samma stad, var en fransk målare.

## Biografi
Estève besökte Louvren vid en resa till Paris 1913 och imponerades där av Courbet, Delacroix och Chardin. Han började själv måla 1915 och återkommer till Paris 1918 där han blev lärlig hos en typograf och tog kvällskurser i teckning där han upptäcktes av Cézanne 1919. Han påverkades under 1920-talet av surrealismen och presenterade 1930 sin första separatutställning.
Under 1940-talet hörde han till dem som sökte sammansmälta kubistiska idéer med intensiv färgverkan. Hans måleri utvecklades sedan allt mer mot det abstrakta och kan beskrivas som en färgskimrande mosaik. Estève är representerad vid bland annat Göteborgs konstmuseum.